# Magdalena Mazur
Magdalena Mazur, właśc. Magdalena Matysiewicz (ur. 26 maja 1976 w Katowicach) – polska modelka, prezenterka telewizyjna, aktorka reklamowa i filmowa.

## Życiorys
Jest absolwentką bibliotekoznawstwa i informacji naukowej na Wydziale Filologicznym Uniwersytetu Śląskiego (2001).
Prowadziła program erotyczny Różowa landrynka w telewizji Polsat. Zagrała w reklamach sieci telefonii komórkowej Simplus, piwa EB, podpasek Always oraz środka na ból gardła Cholinex. W 2003 została obsadzona w roli pielęgniarki Magdy w serialu komediowym Daleko od noszy, w którym grała do 2009, a także w kontynuacjach produkcji: Daleko od noszy 2 (2010-2011), Daleko od noszy. Szpital futpolowy (2011) i Daleko od noszy. Reanimacja (2017). Ponadto w latach 2009–2010 wcielała się w postać lesbijki Kai w serialu Polsatu Pierwsza miłość. W 2010 została prowadzącą polskiej wersji programu Szał ciał emitowanego w MTV Polska.
Od 2021 należy do kabaretu PanDemon.

## Filmografia
- Farba (1997) jako pielęgniarka
- Klan (1997–2006) jako Klara, modelka pracująca przy kolekcji mody Moniki Ross
- Chłopaki nie płaczą (1999) jako Weronika, była dziewczyna Kuby
- Żółty szalik (2000) jako ekspedientka w sklepie z biżuterią
- Poranek kojota (2001) jako blondyna Maxa
- Jak to się robi z dziewczynami (2002)
- Miss mokrego podkoszulka (2002) jako Ella
- Daleko od noszy (2003–2009) jako pielęgniarka Magda
- Rozmowy nocą (2008)
- Pierwsza miłość (2009–2010) jako Kaja
- Daleko od noszy 2 (2010-2011) jako pielęgniarka Magda
- Daleko od noszy. Szpital futpolowy (2011) jako pielęgniarka Magda
- Kobiety bez wstydu (2016) jako pacjentka psychoanalityka
- Daleko od noszy. Reanimacja (2017) jako pielęgniarka Magda
- W rytmie serca (odc. 65) (2020) jako laborantka

### Gościnnie
- Marszałek Piłsudski (2001) jako kobieta w więzieniu
- Graczykowie, czyli Buła i spóła (2001–2002) jako Gosia
- Kryminalni (2005–) jako Anna Pawlicka (odc.18)
- Całkiem nowe lata miodowe (2004) jako kandydatka na szwaczkę (odc.13)
- Pensjonat pod Różą (2004–2006) jako Dagmara, matka Maciusia
- U fryzjera (2006) jako Justyna
- Synowie (2009–2010) jako Iga
- Świat według Kiepskich (2011) jako Danusia, dziewczyna zagubiona w wielkim mieście (odc. 359 pt. „Dług”)